# 태화산 (강원/충북)
태화산(太華山)은 대한민국 강원특별자치도 영월군과 충청북도 단양군에 걸쳐 있는 산이다. 정상에는 1995년 국립지리원에서 설치한 삼각점이 있다.

## 같이 보기
- 한국의 산